# Drochówka
Drochówka – wieś solecka w Polsce położona w województwie mazowieckim, w powiecie płońskim, w gminie Naruszewo.
W skład sołectwa Drochówka wchodzi także wieś Rąbież .
W latach 1975–1998 miejscowość administracyjnie należała do województwa ciechanowskiego.